# Alba de Céspedes
Alba de Céspedes y Bertini (Róma, 1911. március 11. – Párizs 4. kerülete, 1997. november 14.) kubai-olasz író.

## Családja
Carlos Manuel de Céspedes y Quesada (kubai olaszországi nagykövet) és olasz felesége, Laura Bertini y Alessandri lánya volt. Nagyapja Carlos Manuel de Céspedes volt, aki a kubai nemzet atyja, távoli unokatestvére pedig Perucho Figueredo. Az olasz külügyi szolgálatban dolgozó Franco Bounous, a későbbi ciprusi és pakisztáni nagykövet felesége volt. De Céspedes egy 1958-as leveléből kiderül, hogy ők ketten a szakítás mellett döntöttek – Bounous kérésére, mivel a nő szakmai karrierje miatt nem tudta követni őt -, végül azonban a pár Bounous 1987-ben bekövetkezett haláláig együtt maradt.

## Munkája
De Céspedes az 1930-as években újságíróként dolgozott a Piccolo, az Epoca és a La Stampa című lapoknál. 1935-ben írta első regényét, a L’Anima Degli Altri címűt. Szépirodalmi írói munkásságára nagy hatással voltak a második világháborút megelőző és azt követő kulturális fejlemények. Írásaiban női karaktereit szubjektivitással ruházza fel. Műveiben visszatérő motívum, hogy a nők megítélik tetteik helyességét vagy helytelenségét. 1935-ben börtönbe került antifasiszta tevékenysége miatt Olaszországban. Két regényét is betiltották (Nessuno Torna Indietro, 1938 és La Fuga, 1940). 1943-ban ismét bebörtönözték a Bariban működő Radio Partigiana rádióban való közreműködése miatt, ahol Clorinda néven az Ellenállás rádiós személyisége volt. 1952 júniusától 1958 végéig Dalla parte di lei címmel tanácsadó rovatot írt az Epoca című folyóiratban. 1955-ben Michelangelo Antonioni Le Amiche című 1955-ös filmjének forgatókönyvét írta. Műve az 1936-os nyári olimpiai játékok művészeti versenyének irodalmi versenyszámában is szerepelt.
A háború után Párizsba költözött. Bár könyvei bestsellerek voltak, De Céspedesről az olasz írónőkről szóló legújabb tanulmányokban nem esik szó.

## Könyvei

### Próza
- L’anima degli altri (1935)
- Io, suo padre (1936)
- Concerto (1937)
- Nessuno torna indietro (1938)
- La Fuga (1940)
- Il libro del forestiero (1946)
- Dalla parte di lei (1949)
- Quaderno proibito (1952)
- Tra donne de sole (1955)
- Invito a pranzo (1955)
- Prima e dopo (1956)
- Il rimorso (1967)
- La bambalona (1967)
- Sans autre lieu que la nuit (1973)
- Nel buio della notte (1976)
- Con grande amore (2011)
- Prima e dopo (2023)

### Költészet
- Prigionie (1936)
- Chansons des filles de mai (1968)
- Le ragazze di maggio (1970)

### Színjáték
- Gli Affetti Di Famiglia (1952)
- Quaderno proibito (vígjáték két részben az azonos című regény alapján, 1961)

### Magyarul megjelent
- Lányok. Regény (Nessuno torna indietro) – Révai, Budapest, 1939 (Világsikerek) · Fordította: Lányi Viktor Géza
- Nyugtalan lelkek. Regény (Il pigionante) – Révai, Budapest, 1941 · Fordította: Kolozsvári Grandpierre Emil
- A baba. Regény (La bambolona) – Európa, Budapest, 1970 (Nők könyvespolca) · Fordította: Székely Éva
- Estétől reggelig (Nel buio della notte) – Kozmosz Könyvek, Budapest, 1981 · ISBN 9632114353 · Fordította: Székely Éva
- Senki nem tér vissza (Nessuno torna indietro) – Móra, Budapest, 1991 · ISBN 9631167704 · Fordította: Székely Éva
- Tiltott füzet  – (Quaderno proibito) Park, Budapest, 2024 · ISBN 9789636330323 · ford. Kürthy Ádám András

## Látogatás Kubában
De Céspedes 1968 októberében részt vett a kubai függetlenségi harc századik évfordulójának ünnepségén. Az egyik eseményt, amelyen Fidel Castro is részt vett, a kubai Manzanillóban tartották, ahol nagyapja, Carlos Manuel de Céspedes 1868. október 10-én beszédet mondott Spanyolország ellen, amely elindította a tízéves háborút. Ezen az utazáson adományozta a kubai nemzeti levéltárnak azokat a leveleket is, amelyeket nagyapja 1871 és 1874 között írt feleségének.

## Fordítás
- Ez a szócikk részben vagy egészben  az   Alba de Céspedes című angol Wikipédia-szócikk fordításán alapul.  Az eredeti cikk szerkesztőit annak laptörténete sorolja fel. Ez a jelzés csupán a megfogalmazás eredetét és a szerzői jogokat jelzi, nem szolgál a cikkben szereplő információk forrásmegjelöléseként.